# Deportivo Sindicato Único de Obreros Organizados
El Deportivo Sindicato Único de Obreros Organizados (S.U.O.O.) fue un club de fútbol profesional mexicano que militó en la Segunda, Segunda 'B' y Tercera División de México entre las décadas de 1970 y 1990. El equipo representaba al sindicato del mismo nombre perteneciente a la Compañía Hulera Goodyear Oxo de Cuautitlán , por ese motivo en su escudo lucía el logotipo de la compañía fabricante de neumáticos.

## Historia
El club fue fundado durante la década de 1970. Su primer éxito llegaría en 1979 cuando finaliza la temporada 1978-79 en el tercer sitio de la Tercera División lo que le permitió ascender a la Segunda. En su primera temporada logra terminar en el sitio 3 del grupo 2 tras haber obtenido 53 puntos lo que aseguró su permanencia en la categoría.
El conjunto mantendría posiciones medias en la tabla general hasta la temporada 1983-84 cuando finalizaría en el último lugar de la tabla general lo que provocó su primer descenso a la Segunda 'B'. Tres años más tarde, el equipo lograría su primer título profesional al proclamarse campeón de la por entonces tercera categoría del fútbol mexicano luego de derrotar al club Cachorros Neza en un tercer partido celebrado en el Estadio Azulgrana de la Ciudad de México.
Tras volver a la división de plata del fútbol mexicano, el equipo logró clasificar a su primera liguilla por el ascenso a Primera en la temporada 1988-89 al terminar en la segunda posición del Grupo 4 con 52 puntos. En la fase de promoción terminó en el cuarto lugar de su sector siendo superado por los equipos Potros Neza, La Piedad y Jalisco.
En la siguiente edición, el S.U.O.O. volvería a descender a la Segunda B al quedar como 18º equipo en la tabla general. Volvería a la segunda categoría en 1991 donde se mantuvo en posiciones medias hasta 1994 cuando la franquicia del equipo fue adquirida por empresarios tabasqueños que lo convirtieron en el club Caimanes de Tabasco. 
En la actualidad el equipo se mantiene como una escuela de fútbol para niños y jóvenes.
En total, el equipo disputó diez temporadas de la Segunda División y cuatro en la Segunda 'B'.

## Palmarés
- Segunda División 'B' de México (1): 1986-1987